# Frag
Fragul (denumire științifică Fragaria vesca), numit popular agrange, buruiană de fragi, căpșuni de pădure, fragi de pădure, frăguță sălbatică, frunză, vărăguțe și fragi-de-câmp, este o plantă perenă din genul Fragaria, familia  Rosaceae, care are fructe comestibile.

## Răspândirea
Specie cu un areal mare de răspândire, cuprinzând Europa, Nordul Africii, America de Nord și de Sud.

## Ecologia

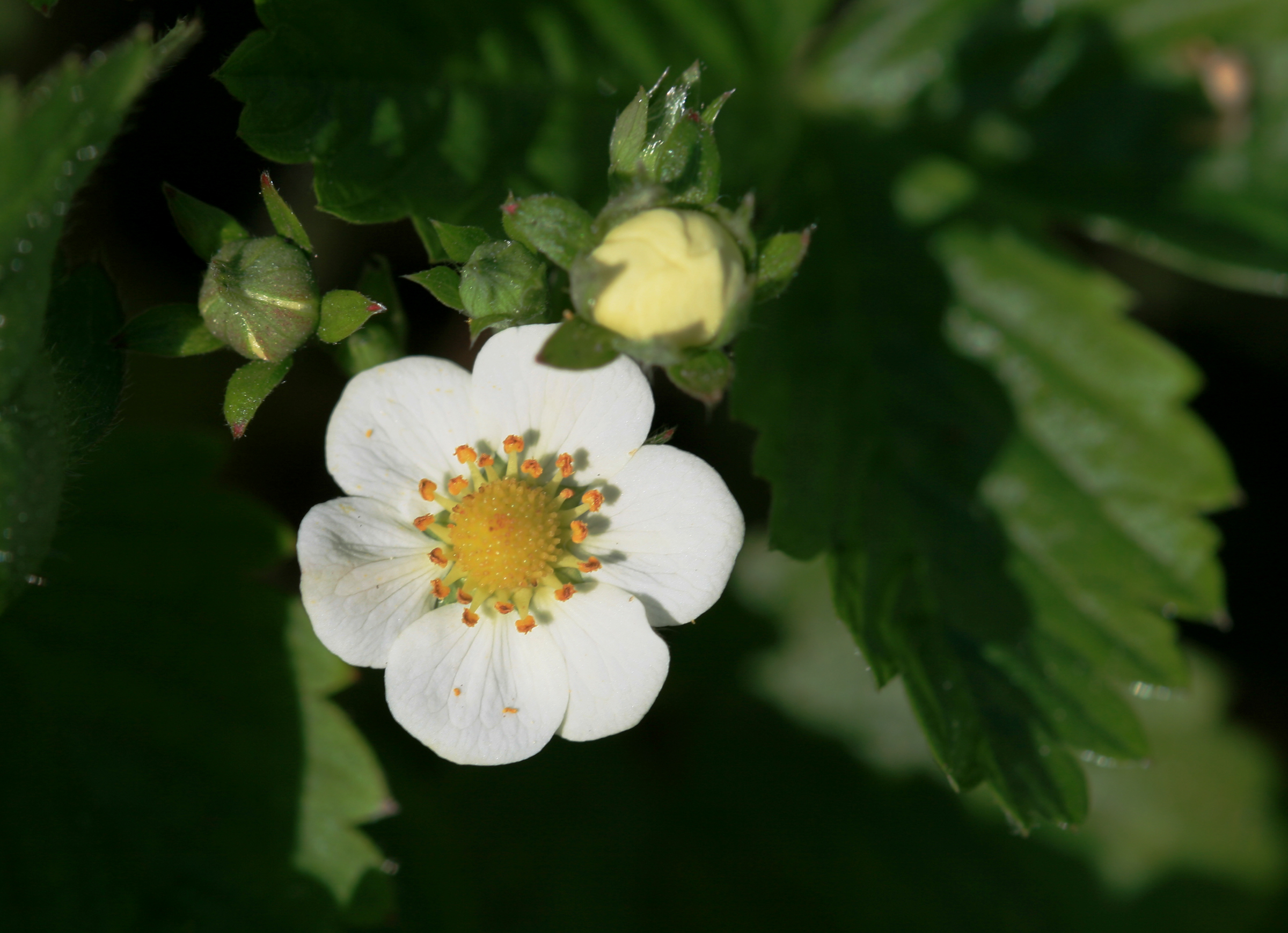
Floarea văzută îndeaproape

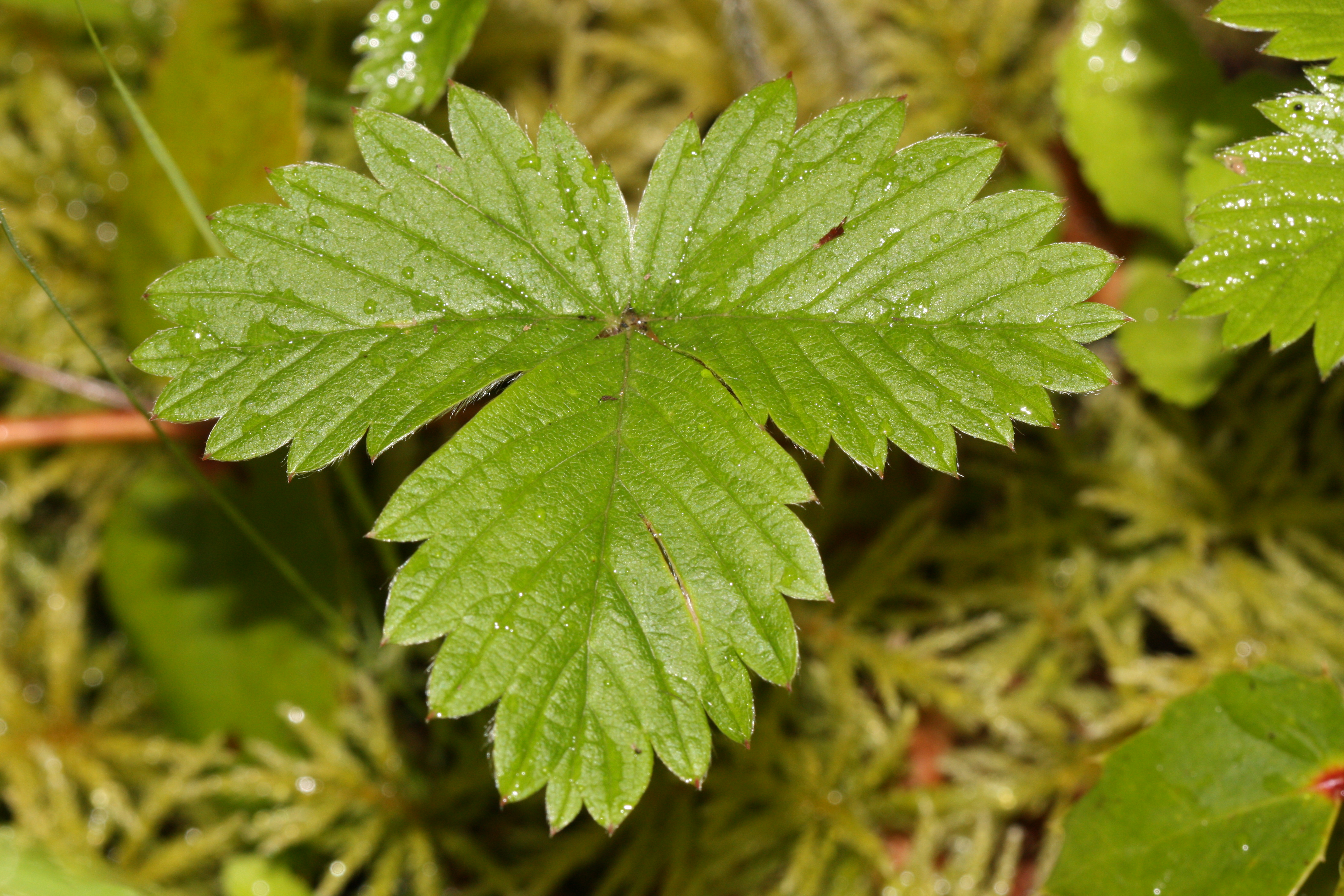
Frunza văzută îndeaproape

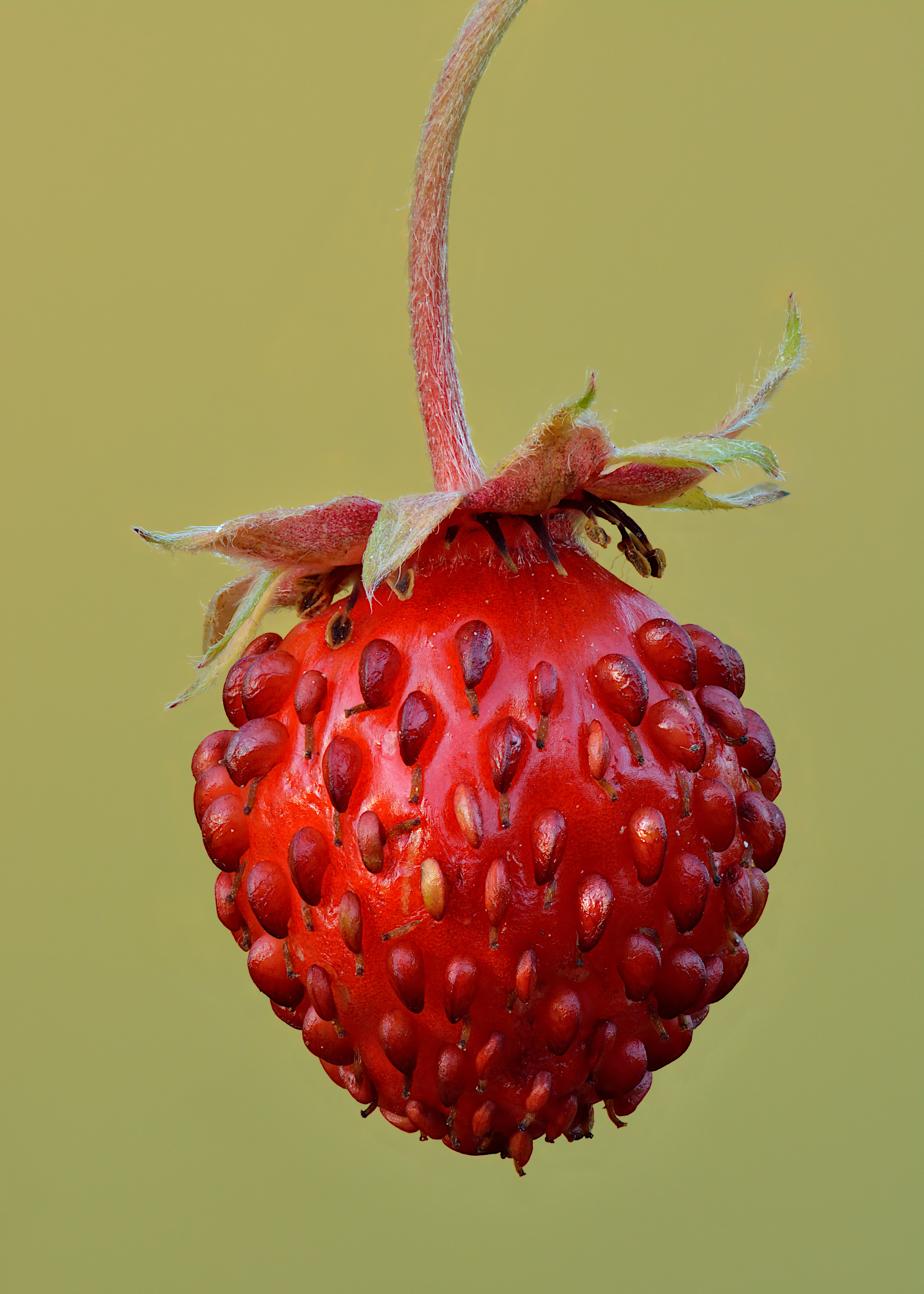
Fructul văzut îndeaproape

Plantă mezotermofită, helio-sciadofită eutrofă, cu flori mici formate din 5 petale albe. 
Fragii se gasesc sub forma de tufa formata din multiple ramuri, cataratoare si se inmulteste prin vlastari, dar si prin seminte.
Fructul este mai mic decat capsunile obisnuite. Fragii au culoarea rosie, sunt suculenti si au o aroma intensa. Infloresc din Aprilie pana in Iulie. Exista insa si unele soiuri de fragi ale caror fructe au culoarea galbena sau albicioasa, cand sunt complet coapte.
Crește îndeosebi în zona pădurilor de stejar - etajul molidului, padurile rare, zone deluroase, la marginea pădurii dese, în ochiuri de pădure, luminisuri sau la marginea soselelor, poieni și fânețe recente. Planta poate fi găsi atât în pădure cât și în parcuri. Tolereaza orice conditii de crestere (mai putin zonele foarte umede sau foarte uscate).
Fragul rezista incendiilor si se poate regenera rapid dupa acestea

## Utilizarea
Fructele sunt consumate proaspete sau sub formă de magiunuri, dulcețuri. Fragul este renumit pentru gustul deosebit de parfumat al fructelor mici, asemănătoare cu căpșunul. Fructele conțin mucilagii, pectine, glucide, vitaminele A, B1, B2, PP și C, acid salicilic, antocianidina, protide, lipide, taninuri, acizi organici, săruri minerale de potasiu, sodiu, calciu, magneziu, fier, fosfor. Frunzele conțin taninuri elagice, fragarol, cvercetol, cvercitrină, citrol, săruri minerale, ulei volatil, zaharuri, vitamina C, acizi organici (citric, malic).